# Баттел, Эдвард
Эдвард Баттел (англ. Edward Battell) — британский велогонщик и дипломат. Он участвовал на летних Олимпийских играх 1896, где выиграл бронзовую медаль в шоссейной гонке. Кроме того, он служил в британском посольстве в Греции.
Баттел участвовал в гонках на 333,3 м, 100 км и шоссейной гонке, где он занял третье место. В гите на одну третью километра он стал четвёртым, отстав на 0,2 секунды. На 100-километровой гонке он не смог доехать до финиша.
Баттел принял участие в играх потому, что он служил в Греции в родном посольстве. Несколько его коллег были против его участия на соревнованиях, так как он мог не быть любителем в спорте.